# Dennis und Benni Wolter

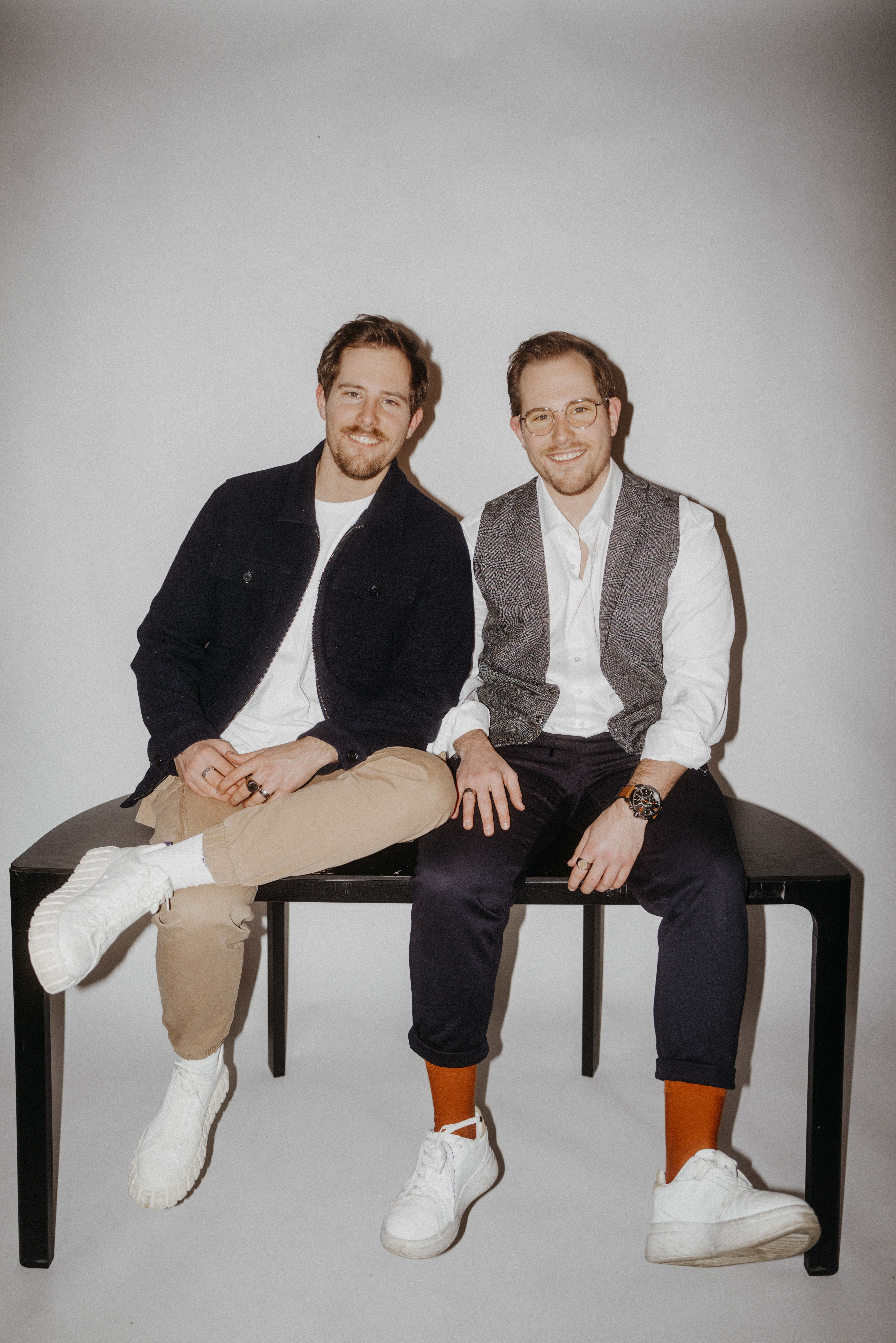
Dennis (links) und Benni Wolter (2021)

Die Zwillinge Dennis und Benjamin „Benni“ Wolter (* 19. Oktober 1990 in Düsseldorf) sind deutsche Entertainer, Moderatoren, Podcaster, Musiker, Unternehmer und Webvideoproduzenten. Bekannt wurden sie ab 2010 mit ihrem Kanal World Wide Wohnzimmer (ursprünglich TWIN.TV) auf YouTube und 2020 mit dem Sieg beim deutschen Comedypreis in der Kategorie „Beste Comedyshow“ für World Wide Wohnzimmer.

## Öffentliches Auftreten
Die Entertainer veröffentlichen seit 2010 auf ihrem YouTube-Kanal TWIN.TV diverse Unterhaltungsvideos. Seit 2015 produziert das Duo die Show World Wide Wohnzimmer mit zahlreichen Formaten, in denen regelmäßig prominente Gäste auftreten.
2018 moderierten Dennis und Benjamin Wolter den Webvideopreis Deutschland.
Seit Mai 2021 betreiben sie – mit einer längeren Unterbrechung – den Podcast Saunaclub Susanne.
Darüber hinaus traten die Zwillinge in diversen Fernsehshows als Gäste auf, darunter Wer weiß denn sowas? im Ersten, der ZDF-Fernsehgarten, Studio Schmitt auf ZDFneo und Die ultimative Chartshow bei RTL. 2022 nahmen sie beim Duell um die Welt des Moderatorenduos Joko und Klaas teil. Außerdem waren sie mehrmals bei deren Sendung Joko & Klaas gegen ProSieben zu Gast.

## Musik
Im Juni 2019 wurde auf dem Kanal mit Rudi das Rüsselschwein das erste Lied der Wolter-Zwillingen unter dem Namen Dicht und Doof veröffentlicht. 2020 folgte eine Cover-Version mit Nico Santos, die nur auf YouTube verfügbar ist. Mit An die Wand erschien im März 2021 der zweite Song. Beide Kompositionen sind dem Partyschlager zuzuordnen. Die Wolter-Zwillinge bezeichnen die Songs selber als „Promille-Pop“. Am 19. September 2021 hatten sie mit ihrem Lied An die Wand ihren ersten Liveauftritt im ZDF-Fernsehgarten.

## Privates
Dennis Wolter absolvierte eine Ausbildung zum Marketingkaufmann und Benni Wolter zum Mediengestalter.

## Auszeichnungen
Die Zwillinge gewannen 2020 den Deutschen Comedypreis für die Beste Comedyshow für World Wide Wohnzimmer und wurden im folgenden Jahr erneut nominiert. 2022 gewannen sie die 1LIVE Comedy-Krone.